# Yadua Taba
Yadua Taba is een vulkanisch eiland in de Vanua Levugroep in Fiji. Het heeft een oppervlakte van 7 km² en een hoogte van maximaal 100 meter.

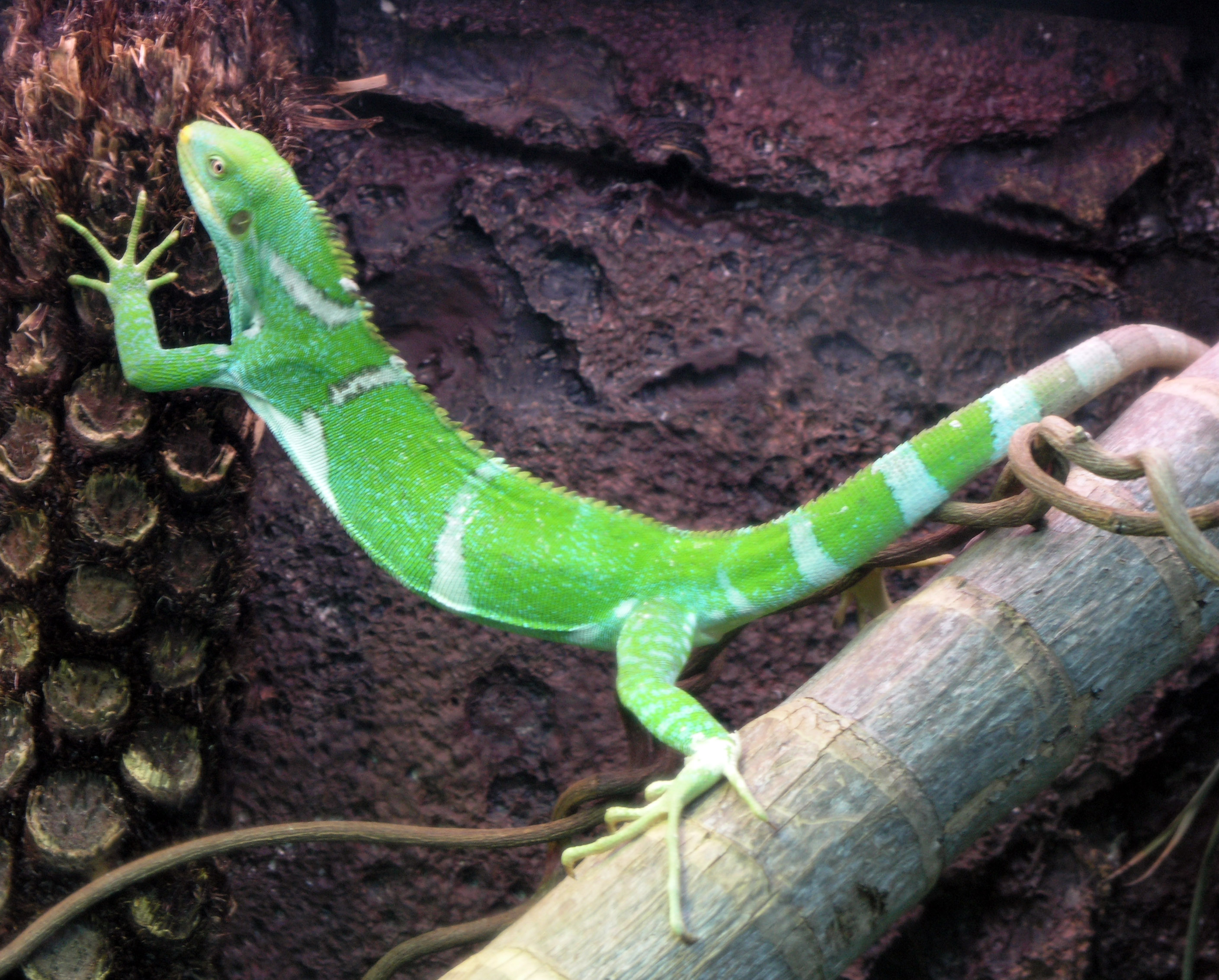
Gekamde Fijileguaan

Het eiland is de enige plaats ter wereld waar de gekamde Fijileguaan voorkomt. De populatie is redelijk stabiel en wordt onderhouden door de Fijian National Trust.